# Ramka cyfrowa

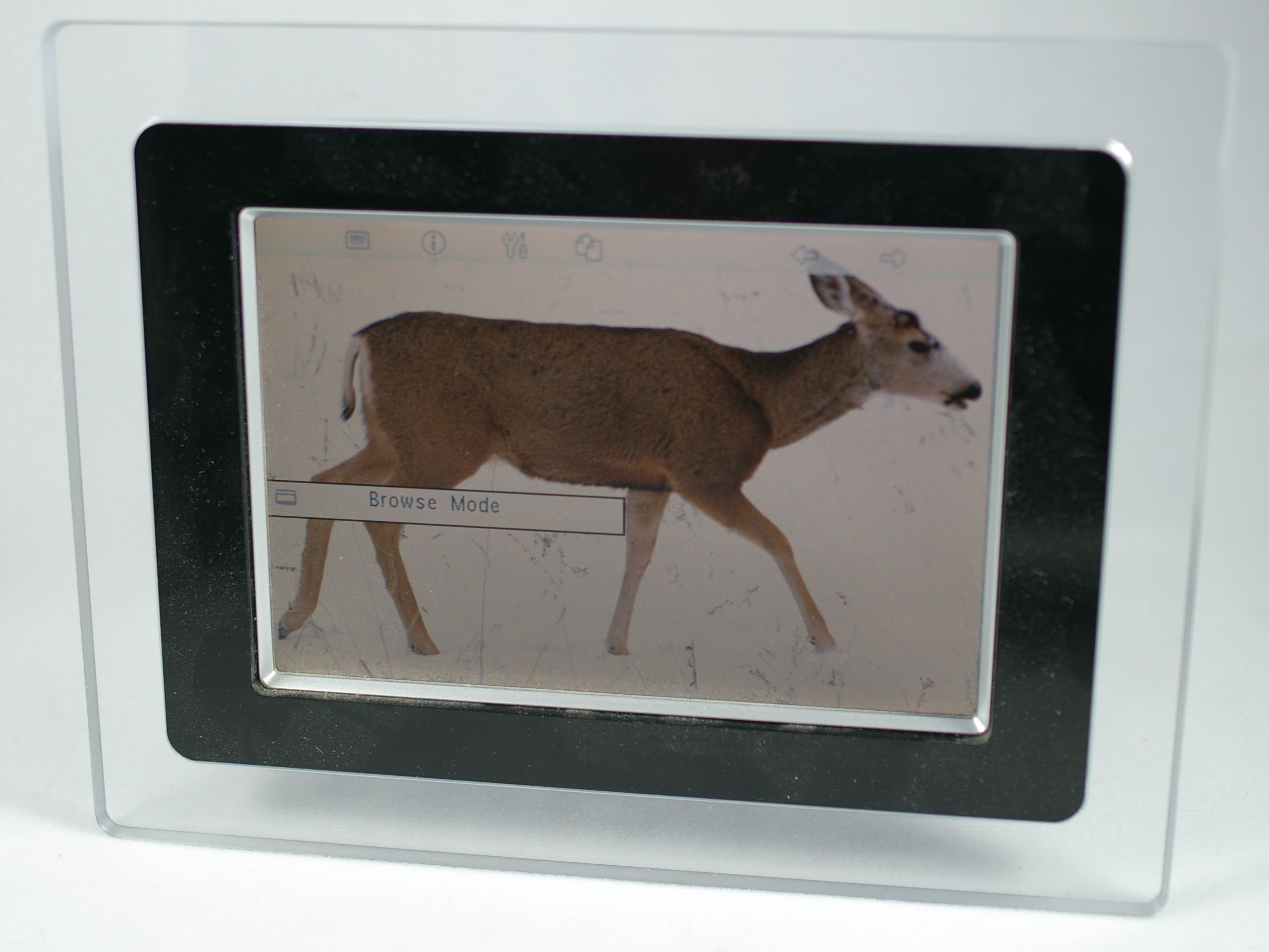
Ramka cyfrowa

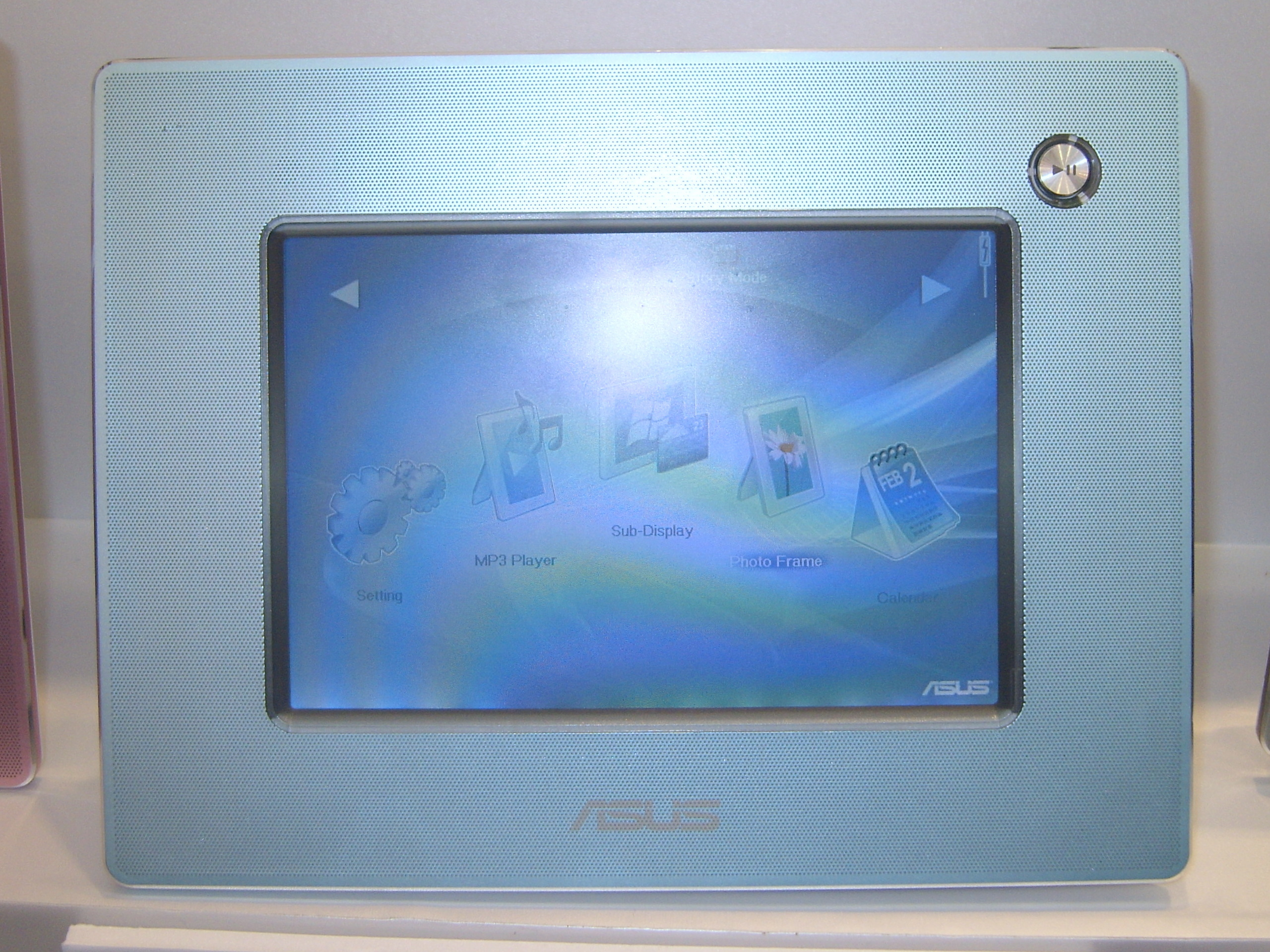
Ramka UF735 firmy Asus

Ramka cyfrowa (też: e-ramka, cyfrowa fotoramka) – elektroniczne urządzenie, oprawka dla zdjęć cyfrowych, umożliwiająca przeglądanie cyfrowych zdjęć z kart pamięci.
Urządzenie dysponuje cienkowarstwowym wyświetlaczem LCD o przekątnej od 2,4″ cali do 15″ (38,1 cm). Najczęściej jest to 7 calowy ekran o rozdzielczości 480×234 pikseli. 
Aby przejrzeć wykonane zdjęcia, należy włożyć kartę pamięci w gniazdo urządzenia. Następnie można wybrać podgląd pojedynczego zdjęcia lub pokaz slajdów wszystkich zapisanych plików. Urządzenie można także podłączyć do telewizora i przeglądać zdjęcia na jego ekranie. Poza podstawową funkcją prezentacji zdjęć jest możliwość odtwarzania plików muzycznych MP3. Możemy je wgrać do wbudowanej pamięci flash o pojemności od 16 MB do 1024 MB oraz dostarczyć na kartach pamięci 6 różnych formatów: CompactFlash (CF) / Secure Digital (SD) / SDHC / MMC / Microdrive / Memory Stick (MS) / xD lub pendrive. 
Posiada również złącze USB. Host USB daje możliwość podłączenia dowolnego urządzenia wyposażonego w port USB (głównie aparaty cyfrowe) i ściągnięcia do pamięci ramki fotografii oraz muzyki. 
Możliwości zasilenia z sieci lub poprzez wbudowany akumulator. Ramka dysponuje również systemem dostosowującym podświetlenie do panujących warunków oświetleniowych. 

## Cyfrowa ramka z odtwarzaczem DVD
Nowoczesne ramki cyfrowe są w pełni multimedialne i posiadają wiele dodatkowych funkcji. Oprócz oglądania zdjęć pozwalają na odtwarzanie muzyki, krótkich filmów i animacji w formacie mpg, avi (DivX), MPEG2. 
Niektóre posiadają pilot zdalnego sterowania, wbudowany głośnik, łącze WiFi oraz posiadają dodatkowe funkcje zegarka, budzika i kalendarza. Ponadto wyjście HDMI umożliwia podłączenie do każdego telewizora HD i oglądanie zdjęcia w wyższej rozdzielczości niż w tradycyjnych telewizorach a nawet posiadają odtwarzacz DVD.
Dzięki łączności Wi-Fi umożliwia przeczytanie poczty e-mail, sprawdzenie wiadomości, a także przeglądać kanały RSS i prognozę pogody.

## Producenci i marki
Agfa, Genius, Hama, Kodak, LG, Philips, Praktica, Samsung, Sony, Telefunken, Toshiba. 

## Przykładowe modele
- Agfa AF5075, Agfa 8070, Agfa AF5076MS
- Aiptek MIRO CLASSIC
- Audiovox DPF-700, Audiovox DPF-800
- Braun DigiFrame 7009
- BTC Emprex 7″, BTC Emprex 9″
- Canyon CNR-DPF35A
- Easytouch ET-3800
- Falter RSC-00060
- Genius PF-701, Genius DPF-702
- Hama 55314, Hama 90911, Hama 90912, Hama 90913, Hama 90915
- Hannspree SD 7021, Hannspree SD80M7MB
- HP DF301, HP DF770-10
- Hyundai LF130
- Icam Mirror Design, Icam GUMIM001
- Intenso Photomaster, Intenso Photostar, Intenso Photosuperstar, Intenso Photopilot
- iVIEW GW24 7″
- Kodak P520, Kodak P720, Kodak P820
- Labopak Akryl
- LG F7000S-PN
- Liteon F7024B
- No name GOLD STYLE, No name INTENSO PHOTOSTAR
- Platinet ramka cyfrowa MP4, 7 cali
- Philips 6FF3FPW, Philips 7FF2FPA, Philips 7FF2FPAS, Philips 7FF3FPB/00
- Praktica DF 1.7, Praktica DF 1.8, Praktica DF 2.7, Praktica DF 2.8, Praktica DF 3.7
- Prestigo PDPF107, Prestigo PDPF170A000
- Ram Simple, Ram AMBILIGHT, Ram BLACK&WHITE
- Samsung SPF-71E, Samsung SPF-72H, Samsung SPF-75H
- Solution RSC-00060, Solution RSC-00713, Solution RSC-04713, Solution DCS-11246, Solution DCS-14246
- Sony DPF-A72
- Sweex MM008
- Telefunken So You DPF3501
- Toshiba Q80, Toshiba TekBright
- Transcend PF 730
- Uvo DPH3070A
- ViewSonic VFD725W, ViewSonic VFM735W
- X3M DMF6007

## Parametry
- wymiarach urządzenia (szer. × wys. × gł.) w mm: od 174 × 144 × 30 mm do 457 × 370 × 55 mm
- waga: od 345 g do 3000 g
- obsługiwane formaty: MPEG4/WMA/JPG/BMP/GIF/PNG/TIFF/MOV
  - dźwiękowe, muzyczne: AAC, AMR, MP3, WAV, WMA
  - filmowe, video: AVI, WMV
- wbudowana pamięć flash o pojemności od 16MB do 1024MB[3]